# Каменне (Шуміхинський округ)
Ка́менне (рос. Каменное) — село у складі Шуміхинського району Курганської області, Росія. Адміністративний центр Каменської сільської ради.
Населення — 473 особи (2010, 550 у 2002).
Національний склад станом на 2002 рік: росіяни — 93 %.